# Rodolfo I da Varano
Rodolfo I da Varano (... – Camerino, 1316) è stato un politico italiano, signore di Camerino dal 1284 a 1316 col fratello Berardo.

## Biografia
Era figlio di Gentile I da Varano e di Alteruccia d'Altino.
Ricoprì la carica di capitano del popolo di Lucca nel 1284. Fu podestà di San Ginesio nel 1299 e di Rocca Contrada nel 1301. In questo anno venne nominato capitano del popolo di Perugia. Dopo la morte del pontefice Benedetto XI a Perugia, dove si era trasferito da Roma, Rodolfo da Varano assistette al conclave il 5 giugno 1305 nel quale venne eletto Papa Clemente V, che portò la sede papale, in particolare la Curia, a Carpentras nel 1313.
Di parte guelfa, Rodolfo si arricchì con i beni confiscati ai ghibellini di Camerino. Morì nel 1316, lasciando la signoria di Camerino al fratello Berardo I, con il quale la condivideva dal 1284.

## Discendenza
Rodolfo sposò una tale Galatea (Galeata, forse di stirpe reale britannica) ed ebbero cinque figli:
- Giovanni (?-1344), uomo d'armi
- Sigismondo (?-1322), uomo d'armi
- Berardo (?-1327), vescovo di Camerino
- Ismaduccio
- Nuccio (?-1322), governatore di Nocera